# Eugen Bea
Eugen Bea (* 29. September 1898 in Aichhalden; † 12. Juli 1969 in Stuttgart) war ein deutscher Politiker (SPD).

## Leben
Bea besuchte die Schulen in Schramberg, Rottenburg am Neckar und eine deutsch-italienische Privatschule in Venedig. Seine kaufmännische Lehre absolvierte er bei der Firma Arthuro Junghans in Venedig. Im Ersten und Zweiten Weltkrieg diente er jeweils als Soldat. Nach 1919 war er zunächst kaufmännischer Angestellter, Reisender und Verkaufsleiter, später viele Jahre als kaufmännischer Direktor in Stuttgart, Berlin, Wien, Hamburg, Köln und Immendingen tätig. Schon vor 1914 schloss er sich der sozialistischen Arbeiterjugend und dem Arbeiter-Turn- und Sportverein an. 1916 trat er in die SPD ein. Zum 1. Mai 1933 schloss er sich der NSDAP an (Mitgliedsnummer 2.228.035). Am 15. September 1946 wurde er in den Gemeinderat Immendingen gewählt und am 13. April 1948 rückte er für den ausgeschiedenen Abgeordneten Kurt Reinhard in den Badischen Landtag nach, dem er bis zu dessen Auflösung 1952 angehörte.